# Sylvie und Bruno

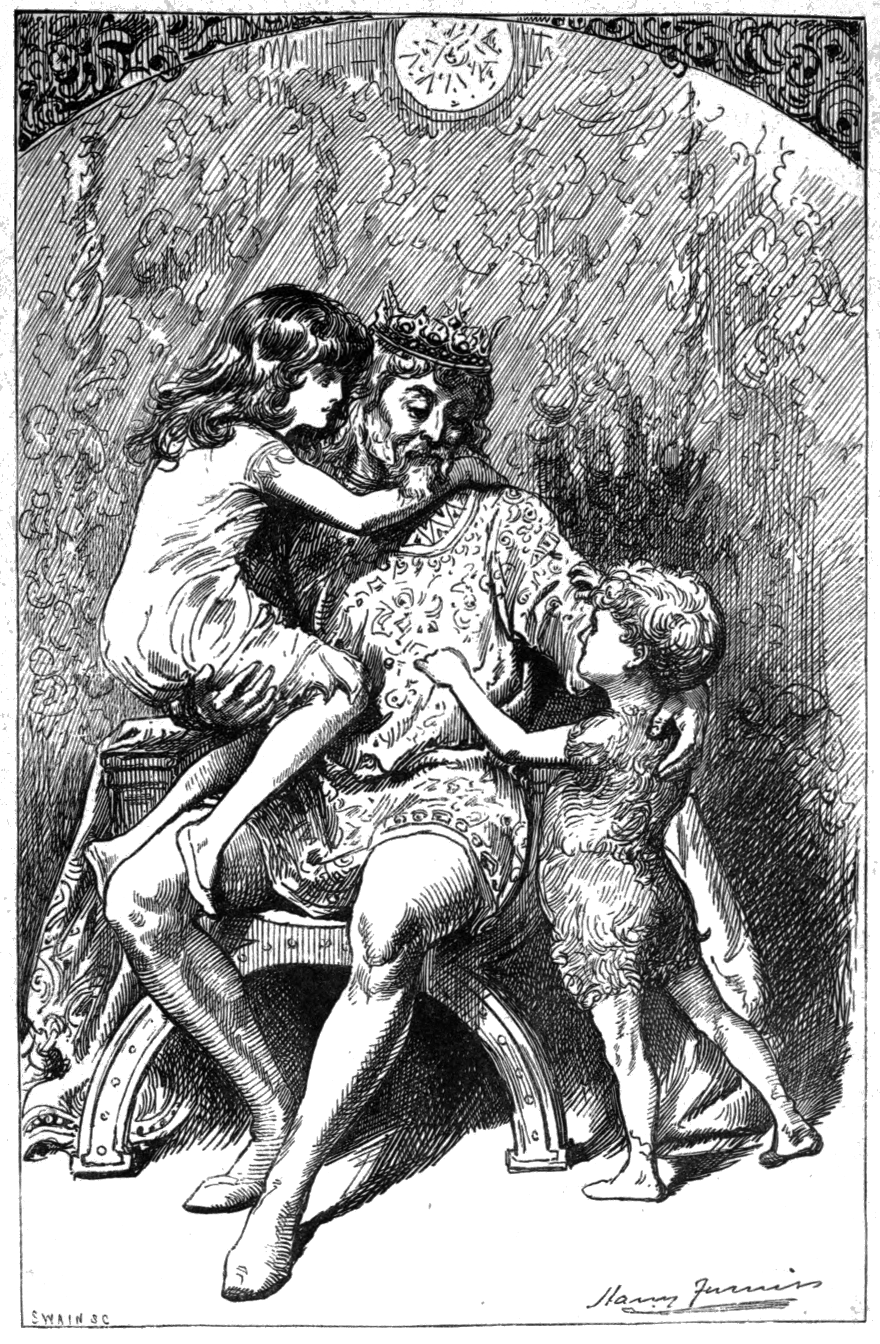
Frontispiz des ersten Bandes

Sylvie und Bruno (englische Originaltitel: Sylvie and Bruno und Sylvie and Bruno Concluded) ist ein zweibändiger Roman des Autors Lewis Carroll. Die Erstausgaben erschienen 1889 und 1893 bei Macmillan Publishers, illustriert wurden die beiden Bände von Harry Furniss. Die erste vollständige Übersetzung ins Deutsche erfolgte 1986 durch Dieter H. Stündel. Das Werk spielt in zwei Welten: In der realen Welt, dem England des viktorianischen Zeitalters, wird in Form eines Gesellschaftsromans von der Liebe Arthur Foresters zu Lady Muriel erzählt, die sich aber zunächst mit einem anderen Mann verlobt. Zum anderen Teil spielt die Erzählung in einer Traumwelt, in der der Gouverneur von Anderland und seine beiden Elben-Kinder Sylvie und Bruno Opfer einer Verschwörung werden. Der Ich-Erzähler wechselt zwischen diesen beiden Welten hin und her.

## Entstehung
Im Vorwort zum zweiten Band gibt der Autor einen Einblick in die Geschichte des Werks: 1867 erschienen in der von Margaret Gatty herausgegebenen Zeitschrift Aunt Judy’s Magazine zwei kurze Erzählungen Fairy Sylvie (Sylvie, die Elbe) und Bruno’s Revenge (Brunos Rache). Sechs Jahre später kam ihm die Idee, diese beiden Texte zum Kern einer längeren Geschichte zu machen. Dabei verwendete er viele Dialoge oder Szenen, deren zufälliger Beobachter er wurde. Als das Manuskript Anfang 1885 zu weiten Teilen fertiggestellt war, beauftragte er Furniss mit den Illustrationen. Die Anfertigung der Illustrationen zog sich über Jahre hinweg. Auf Grund der zu erwartenden Länge entschied sich Carroll Anfang 1889 schließlich dafür, das Werk auf zwei Bände aufzuteilen. So erschien im Dezember 1889 der erste Band, im Dezember 1893 der zweite.

## Inhalt

### Band 1
Die Handlung beginnt im Anderland (Outland) im Frühstückssalon des Gouverneurspalasts. Der Erzähler – unsichtbar für die anderen Personen – wird Zeuge, wie eine aufgebrachte Menschenmenge vor dem Fenster demonstriert, offenbar unter Anweisungen des Lordkanzlers (lord chancellor). Bruno betritt kurzzeitig den Raum auf der Suche nach seiner Schwester Sylvie. Nach einer Rede des Kanzlers und dem Erscheinen des Sub-Gouverneurs (sub-warden) verlässt der Erzähler den Salon, um nach Bruno zu suchen. Er findet ihn mit Sylvie bei ihrem Vater, dem Gouverneur (warden). Dieser stellt sie dem Professor vor, der eben erst von einer weiten Reise zurückgekehrt ist.
Abrupt wechselt die Szene, der Erzähler befindet sich in einem Eisenbahnabteil auf der Reise nach Elfenau (Elveston) zu seinem Freund Doktor Arthur Forester, wo er sich gesundheitliche Erholung verspricht. Als er versehentlich die letzte Zeile aus Arthurs Brief laut liest, entwickelt sich ein Gespräch mit der Dame, die ihm gegenübersitzt und das gleiche Ziel hat wie er. Während des Gesprächs schläft er wieder ein und befindet sich wieder im Frühstückssalon, wo sich inzwischen neben dem Professor, Sylvie und Bruno, dem Kanzler und dem Sub-Gouverneur auch dessen Frau Tabikat und ihr Sohn Uggug versammelt haben. Als der Gouverneur den Salon betritt, schlägt der Kanzler ihm vor, das Amt des Sub-Gouverneurs in einen Vize-Gouverneur umzuwandeln und die Menschenmenge so zu besänftigen. Nach einer kurzen Beratung willigt dieser ein und unterschreibt den Vertrag, bevor er das Land für eine längere Reise verlässt. Der Sub-Gouverneur offenbart seiner Frau, dass sie den Gouverneur ausgetrickst haben und er einen Vertrag unterschrieben hat, der den Sub-Gouverneur während seiner Abwesenheit umfangreiche Befugnisse erteilt und es ihm ermöglicht sich vom Volk zum Kaiser (emperor) wählen zu lassen. Ein Bettler taucht auf mit der Bitte etwas Brot zu bekommen, doch Uggug vertreibt ihn mit einem Krug kalten Wassers. Sylvie und Bruno haben Mitleid mit ihm und rennen ihm hinterher.
Der Erzähler erwacht wieder, als er und seine Reisegefährtin, deren Name Lady Muriel Orme er nun auf ihrem Gepäck lesen kann, in Feenwalde (Fayfield) umsteigen müssen. Nachdem sie wieder im Zug sitzen, schläft er erneut ein und folgt Sylvie und Bruno, als der Gärtner sie dem Bettler hinterher gehen lässt. Als sie ihn eingeholt haben, führt er sie zu einem geheimen Raum, wo sich sein Aussehen verändert und sie erkennen, dass es ihr Vater ist. Er erklärt ihnen, dass er zum König von Elfenland (Elfland), einer Provinz von Feenland (Faryland) gewählt wurde und daher dorthin reisen musste. Er zeigt Sylvie zwei Medaillons, ein blaues mit der Aufschrift „Alle werden Sylvie lieben“ und ein rotes mit „Sylvie wird alle lieben“. Sie wählt das rote, bevor sie mit ihrem Bruder in den Palast zurückkehrt.
Der Erzähler erwacht an seinem Ziel Elfenau, wo er seinem Freund Arthur von seiner neuen Bekannten erzählt. Arthur gesteht ihm seine Liebe zu Lady Muriel. Als er wieder einschläft, sind Sylvie und Bruno zurück im Palast. Dort ist auch ein zweiter Bote aus Elfenland eingetroffen, der Baron Doppelgeist, von dem der neue Herrscher und seine Frau erfahren, dass der alte Gouverneur zum König ernannt wurde. Um den Baron über die wahren Verhältnisse zu täuschen, versuchen der Vize-Gouverneur und seine Frau ihren Sohn Uggug für Bruno auszugeben. Die Beweise für seine Begabung werden aber immer genau dann erbracht, wenn der Baron gerade nicht hinsieht. Als er schließlich feststellt, dass sein Zimmer voller Frösche ist, reist er verärgert ab. Die Sonate Pathétique, die, vom Musiklehrer gespielt, Uggugs angebliche musikalische Begabung zeigen sollte, erklingt auch nach dem Erwachen des Erzählers weiter, nur ist Arthur der Klavierspieler.
Am folgenden Tag besucht der Erzähler zusammen mit Arthur Lady Muriel und ihren Vater, den Earl von Ainslie, wobei sie über die Schwerelosigkeit im freien Fall diskutieren. Als er später allein am Strand erneut einschläft, sind Sylvie und Bruno wieder auf dem Weg zu ihrem Vater, doch auch dieser kann die Situation im Gouverneurspalast nicht ändern. Unterdessen arbeiten der Vize-Gouverneur und seine Frau weiter an der Verschwörung. Während sie sich einen Dolch gekauft hat und ihren Mann nur mit Decknamen anspricht, hat er zwei Verkleidungen besorgt: ein Hofnarr und ein Tanzbär. Uggug sieht die beiden, als sie ihre Verkleidung ausprobieren, doch sie können sie noch rechtzeitig ablegen, bis er mit dem Professor zurückkommt. Sylvie und Bruno kehren zurück und der Professor stellt sie dem Anderen Professor vor, der das lange Gedicht „Peter und Paul“ für sie rezitiert. An dieser Stelle nimmt Bruno zum ersten Mal den Erzähler wahr. Er spricht mit ihm, sehr zur Verwirrung des Professors, der niemanden sehen kann. Er fragt jedoch nicht weiter nach, weil plötzlich der Andere Professor verschwunden ist. Als sie ihn auch nach einer Suche nicht finden können, bitten Sylvie und Bruno den Professor mit ihnen hinauszugehen, da der Gärtner sie nicht mehr hinauslassen will.
Auf Bitten des Professors lässt der Gärtner die beiden gehen. Auf ihrem Weg nach Elfenland übernachten sie im Hundeland, wo der Hundekönig, ein riesiger Neufundländer, für die Abwechslung dankbar ist, die die beiden Kinder in seinen Alltag bringen. Sylvie und Bruno gelangen schließlich an das Tor zum Elfenland. Als sie es durchschreiten, verwandeln sie sich von Wichteln (sprite) in richtige Elben (fairy).
Arthur erfährt, dass er ein größeres Vermögen besitzt, als er bisher annahm, was ihn finanziell in die Lage versetzt, Lady Muriel einen Heiratsantrag zu stellen, jedoch traut er sich nicht. Der Erzähler kehrt für einige Zeit nach London zurück. Als er wieder in Elfenau zurück ist, trifft er bei einem Spaziergang zunächst auf Sylvie, die einem Käfer wieder auf die Beine hilft, dann auf Bruno. Dieser ist wütend auf seine Schwester, da sie ihn nicht spielen lassen wollte, bevor er nicht seine Aufgaben erledigt hat. Er will ihren Garten verwüsten, der Erzähler schafft es jedoch ihn umzustimmen. So verschönern die beiden den Garten, sehr zur Freude Sylvies. Einige Tage später begegnet er den beiden Elben erneut. Sie versprechen ihm, ihn bald in Menschengestalt zu besuchen. Mit vielen anderen Bewohnern Elfenaus fährt er zu einem Picknick bei einer Burgruine. Beherrschendes Gesprächsthema ist zunächst das Verhältnis von Kunst zu Natur. Schließlich schläft der Erzähler ein, während Lady Muriel ein Lied singt, stattdessen hört er Bruno singen. Als er wieder erwacht, trifft Muriels Cousin Eric Lindon ein. Arthur ist sofort eifersüchtig auf ihn und beschließt alleine zurückzufahren. Auch der Erzähler kehrt nicht mit den anderen zurück, sondern bleibt noch eine Weile bei der Ruine. Sylvie, Bruno und der Professor erscheinen, sie suchen den Weg nach Anderland. Zunächst fragen sie einen vorbeigehenden Bauern, dann Eric Lindon. Keiner kann ihnen den Weg weisen, Eric hält sie für Verrückte.
Eine Woche später gehen Arthur und der Erzähler nach ihrem Kirchgang bei Lady Muriel vorbei. Es entwickelt sich ein Gespräch über Selbstsucht und die beste Form des Gottesdiensts. Sylvie und Bruno treten in der Gestalt von Kindern auf, der Erzähler stellt sie Lady Muriel und ihrem Vater vor.
In Anderland wurde inzwischen der alte Gouverneur für tot erklärt, nachdem ein vorbeiziehender Hofnarr mit Tanzbär diese Nachricht brachte, und der Vize-Gouverneur zum Kaiser gewählt.
Beim Spazierengehen treffen Arthur und der Erzähler auf Eric, der ein Telegramm erwartet. Auch Sylvie und Bruno tauchen wieder in Kindesgestalt auf. Als Bruno fast von einem einfahrenden Zug überrollt wird, rettet ihn Eric im letzten Moment.
Sylvie und Bruno geben dem Erzähler die Uhr des Professors, die dieser ihm für einige Experimente leihen wollte. Zuerst versucht er, einen Unfall ungeschehen zu machen, indem er die Zeit zurückstellt, doch ohne Erfolg. Anschließend erlebt er eine Stunde rückwärts laufend. Als er den Earl trifft, erfährt er, dass Eric sein Offizierspatent erhalten hat und nun offiziell mit Lady Muriel verlobt ist. Arthur beschließt nach Indien zu gehen.
Als der Erzähler vor seiner Abreise aus Elfenau einen letzten Spaziergang unternimmt, schläft er im Wald ein. Sylvie und Bruno veranstalten ein Fest für die Frösche. Nach einer Suppe führt Bruno sehr kurze Szenen aus drei Shakespeare-Stücken auf: Hamlet, Macbeth und König Lear. Da er aber schon nach einem Satz den weiteren Text nicht mehr weiß, verlässt er jedes Mal die Bühne purzelbaumschlagend. Zum Schluss erzählt er eine verwirrende Geschichte. Am nächsten Tag kommt der Erzähler mit Arthur zu einem letzten Gespräch mit Lady Muriel, sie diskutieren über die Sonntagsruhe und die Freiheit des Willens.

### Band 2
Als der Erzähler in London zufällig mit Eric Lindon zusammentrifft, erfährt er von ihm, dass die Verlobung mit Lady Muriel aufgelöst wurde und Arthur noch immer in Elfenau weilt. In den Kensington Gardens trifft er auf Sylvie, die Bruno gerade zu unterrichten versucht. Er beschließt, so bald wie möglich wieder nach Elfenau reisen.
Bereits in Feenwalde trifft er auf Lady Muriel, die sich schuldig fühlt, dass Eric wegen ihrer verschiedenen Ansichten über Gott die Verlobung löste. Der Erzähler kann nach langem Gespräch ihr Gewissen schließlich beruhigen. Bei Arthur diskutiert er mit ihm darüber, ob es gerechtfertigt ist, dass Menschen, die einen großen Reichtum geerbt haben, nicht arbeiten müssen und darüber, was echte Wohltätigkeit ausmacht. Bei einem Strandspaziergang sehen sie Lady Muriel. Der schüchterne Arthur will sofort in die andere Richtung gehen, doch Sylvie, die für ihn unsichtbar auftaucht, schiebt ihn in ihre Richtung, Bruno treibt ihm auf gleiche Weise Lady Muriel entgegen. Anschließend begleiten die beiden Kinder den Erzähler, der bei einem Bauern aus der Umgebung Milch bestellen will. Sie treffen auf den Hundekönig Nero, der einen Apfeldieb fängt, bevor sie den Hof erreichen.
Nachdem der Erzähler bei der Bäuerin seine Milch bestellt hat, kommen sie ins Gespräch. Sie klagt über das neue Wirtshaus, das einen ihrer Nachbarn in die Trunksucht und dessen Familie in den finanziellen Ruin treibt. Sylvie und Bruno greifen wieder ein und halten Willi davon ab, das Wirtshaus zu betreten. Dieser schwört dem Alkohol ab.
Bei einem Besuch bei Lady Muriel stellt diese dem Erzähler einen neuen Bekannten vor, der sich Mein Herr nennt. Es handelt sich um einen Reisenden aus einem fernen Land, der wunderliche Dinge berichtet. Er berichtet ihnen von einem Geldbeutel, der ähnlich einer kleinschen Flasche nur eine Oberfläche besitzt, von einer Methode um Zeit aufzubewahren, von Zügen, die allein durch die Schwerkraft angetrieben werden, und von besonderen Kutschen. Vom Earl erfährt der Erzähler, dass Arthur und Lady Muriel bereits in zwei Wochen heiraten sollen.
Am Abend vor der Hochzeit findet ein großes Fest statt, bei dem auch Sylvie und Bruno wieder als Kinder auftauchen. Mein Herr erzählt erneut wunderliche Geschichten aus einem fernen Land, das er angeblich besucht hat, von dem sich aber im Laufe des Gesprächs herausstellt, dass er selbst von dort stammt. Dessen Bewohner haben viele Prinzipien auf die Spitze getrieben. Die künstliche Selektion führte zu Menschen, die leichter als Wasser sind, zu Wanderstöcken, die von selbst laufen und zu Verpackungsmaterial, das leichter ist als nichts. Die Kartographie wurde bis zu einer Karte im Maßstab 1:1 getrieben, der Wunsch der Universitäten, die besten Studenten zu haben, zu Hetzjagden auf diese. Das Prinzip der Dichotomie wurde von der Politik mit ihrem Gegensatz Regierung–Opposition auf andere Bereiche des täglichen Lebens übertragen, bis schließlich ein Krieg verloren wurde, weil nur die eine Hälfte des Heeres kämpfte, während die andere dies zu verhindern versuchte. Während des Gesprächs scheint Mein Herr immer wieder ein Lied zu singen, es ist jedoch der französische Count, der ein Lied singt, das offenbar Sylvie und Bruno mitgebracht haben. Schließlich schläft der Erzähler mehrmals ein: Zuerst ist er dabei, als Sylvie Bruno eine Geschichte erzählt, dann als der Professor ein Schlaflied für Bruno singt. Ein Bote aus einem Fischerdorf in der Nähe erscheint, er berichtet von einer ansteckenden Krankheit, die dort wütet und nun auch den Arzt getötet hat. Arthur beschließt sofort, dort hinzufahren und zu helfen, selbst wenn es seinen Tod bedeutet. In aller Eile findet am nächsten Morgen die Trauung statt, bevor er abreist.
Aus einem Zeitungsartikel erfährt der Leser vom Tod Arthurs. Zwar wurde sein Körper nicht identifiziert, doch einer der Toten hatte eine Taschenbibel mit Lady Muriels Name an sein Herz gepresst.
Als der Erzähler am Ende des Jahres wieder nach Elfenau reist, trifft er Lady Muriel auf dem Friedhof. Sie lädt ihn zum Tee ein, dabei sprechen sie über Sünde. Als sie ihn auf dem Heimweg begleitet, erzählt er ihr von seinen Erlebnissen mit den Elben. Beide hören Sylvie und Bruno ein Lied über Liebe singen.
Als er in seinem Zimmer einschläft, ist er wieder in Anderland. Zu Uggugs Geburtstag findet dort ein Fest statt: Zunächst hält der Professor eine Vorlesung. Als diese mit einer Explosion endet, wacht er auf. Am nächsten Tag ist er wieder zurück in Anderland, wo nun nach der Vorlesung ein Bankett stattfindet. Der Andere Professor singt ein Lied, die Geschichte vom Schwein. Anschließend hält der Kaiser eine Rede. Zunächst rühmt er sich noch und versichert den anwesenden Gästen, dass er das Land besser regiere als der alte Gouverneur, doch plötzlich räumt er alle seine Verfehlungen ein. In dem Augenblick taucht der Bettler wieder auf. Der Kaiser und die Kaiserin bitten ihn um Vergebung. Der Bettler verwandelt sich in den Gouverneur und vergibt ihnen. Als das Fest weitergehen soll, stellt man fest, dass Uggug fehlt. Man sucht nach ihm und stellt fest, dass er sich in ein Stachelschwein verwandelt hat.
Als der Erzähler aufwacht, wird er von einem Boten zu Lady Muriel gerufen. Dort erfährt er, dass sein totgeglaubter Freund Arthur doch noch am Leben ist. Eric Lindon fand und pflegte ihn. Ein letztes Mal sieht er Sylvie und Bruno mit ihrem Vater. Sylvie erkennt, dass es in Wirklichkeit nur ein Medaillon gab, das je nachdem, wie man es betrachtet rot oder blau mit den verschiedenen Aufschriften ist.

## Personen

### Beschreibungen

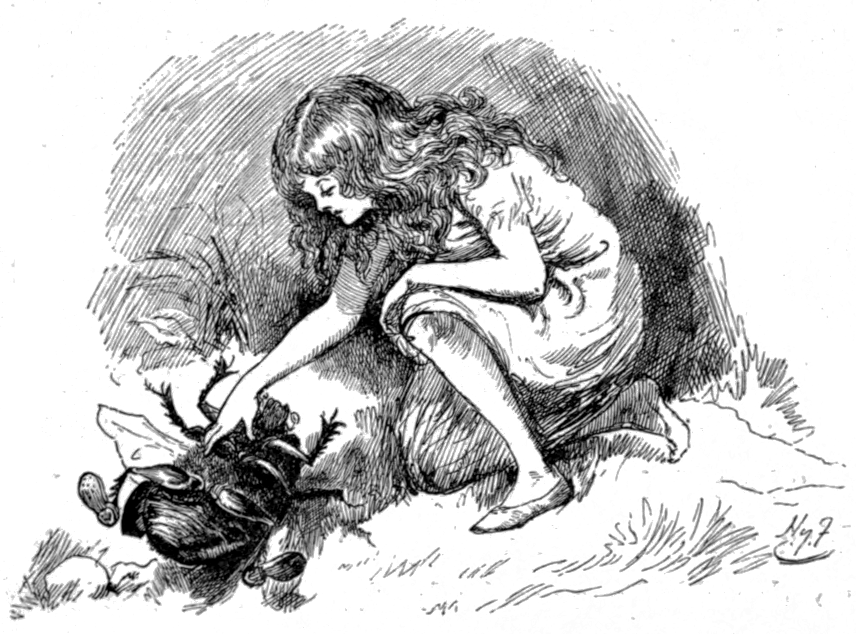
Sylvie hilft einem Käfer wieder auf die Beine

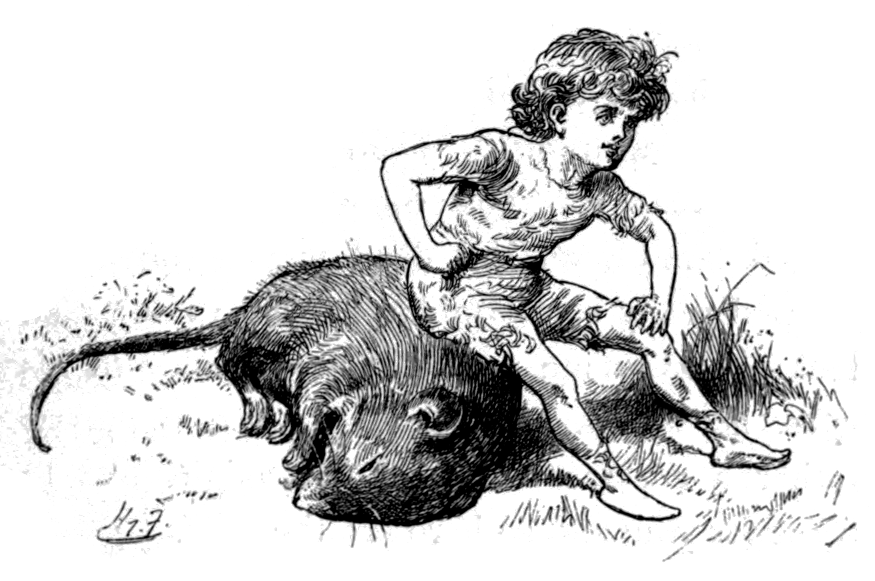
Bruno sitzt auf einer toten Maus

Erzähler
Der Ich-Erzähler bleibt namenlos. Er ist ein etwa 70-jähriger Mann aus London. Aus gesundheitlichen Gründen – sein Herz ist angegriffen – fährt er häufig nach Elfenau zu seinem Freund Arthur. Die Handlung wird durch seine Augen beschrieben, durch die Tatsache, dass er anfangs in der Traumwelt unsichtbar ist, wirkt er dort als allwissender Erzähler. Er ist auf keiner der Zeichnungen zu sehen.
Sylvie
Sylvie ist eine Wichtelin von etwa zehn Jahren, später eine richtige Elbe. Sie hat rosige Wangen, braungelocktes Haar und braune Augen. Sie wird als süß, lieblich und lebhaft beschrieben. Während der Abwesenheit ihres Vaters kümmert sie sich liebevoll um ihren jüngeren Bruder Bruno, auch wenn dieser ihren Unterricht nicht zu schätzen weiß.
Bruno
Bruno ist Sylvies Bruder, etwa fünf Jahre jünger als sie. Ebenso wie sie hat er braune Haare. Er liebt seine Schwester über alles, obwohl er ihren Unterricht überhaupt nicht mag. Seine Äußerungen sind geprägt von einer gebrochenen Grammatik und verquerer Logik.
Arthur
Arthur Forester ist Arzt und langjähriger Freund des Erzählers. Er ist etwas älter als 20 Jahre. Die Diskussionen, die einen großen Teil der Handlung bestimmen werden vor allem durch seine Fragen und Ansichten zu Moral und Religion vorangetrieben. Seine moralischen Vorstellungen zeigen sich besonders, als er, ohne zu zögern, sein Leben aufs Spiel setzt, um den Kranken im Fischerdorf ärztliche Hilfe zu leisten.
Lady Muriel
Lady Muriel Orme ist etwas älter als 20 Jahre. Sie ist herzlich und offen und kümmert sich um die Armen. Auch sie hat strenge moralische Vorstellungen, die sie in die Diskussionen einbringt. Diese Vorstellungen sind es auch, die sie in einen inneren Konflikt bringen, nachdem Eric ihre Verlobung aufgelöst hat. Erst nach langem Gespräch mit dem Erzähler fühlt sie sich wirklich frei und kann eine Beziehung zu Arthur eingehen.
Earl von Ainslie
Der Earl ist Lady Muriels Vater. Er ist ein alter, aber geistig noch sehr reger Mann.
Eric Lindon
Hauptmann, später Major Eric Lindon ist Lady Muriels Cousin und Verlobter. Er ist jung, hochgewachsen und gutaussehend. Im Gegensatz zu den anderen Personen glaubt er zunächst nicht an Gott, sondern hält Religion für eine Einrichtung, die sich vor allem an die Armen richtet. Aus diesem Grund löst er auch die Verlobung zu Lady Muriel. Erst als er erkennt, dass er den schon totgeglaubten Arthur gerettet hat, kommt er zum Glauben.
Mein Herr
Mein Herr ist ein älterer Reisender aus einem fernen Land, dem Akzent nach Deutscher. Sein richtiger Name bleibt ebenso wie jedes andere persönliche Detail rätselhaft. Brunos Vermutung, er sei der Mann im Mond, streitet er nicht direkt ab. In seiner Heimat arbeitete er als Universitätsprofessor, musste jedoch ins Exil gehen.
Gouverneur
Der Gouverneur von Anderland und spätere König von Elfenland ist Vater von Sylvie und Bruno. Er ist ein großer, würdevoller alter Mann, der zugleich als ernst und liebenswürdig beschrieben wird. Er ist ein großzügiger Herrscher, der etwa veranlasste, dass während einer Nahrungsmittelknappheit die regierungseigene Bäckerei Brot zu besonders günstigen Preisen an die Bevölkerung verkaufen sollte.
Sub-Gouverneur
Sibimet, der Sub-Gouverneur von Anderland, später Vize-Gouverneur und Kaiser, ist der jüngere Bruder des Gouverneurs. Er wird als ein dürrer, misstrauischer Mann beschrieben mit einem gemeinen, verschlagenen Gesicht gelb-grünen Teints. Mit der Verschwörung versuchte er sich an die Macht zu bringen und diese zu seinem eigenen Vorteil auszunutzen.
Tabikat
Tabikat ist die Frau des Sub-Gouverneurs. Sie ist eine riesige Frau mit einer tiefen Stimme. Sie ist äußerst dumm. Die anderen Figuren erlauben sich häufig Scherze auf ihre Kosten, die sie nicht einmal als solche wahrnimmt.
Uggug
Uggug ist der Sohn von Sibimet und Tabikat. Er ist im selben Alter wie Sylvie. Er wird als widerlich fett beschrieben. Seine Mutter verhätschelt ihn. Am Ende der Geschichte verwandelt er sich in ein Stachelschwein, weil er zu wenig Liebe erfahren hat.
Professor
Der Professor ist Hofarzt im Gouverneurspalast und Lehrer von Uggug. Er leidet an Rheuma. Beschrieben wird er als ein fetter, kleiner, lustiger alter Mann.

### Entsprechungen der Personen
Klaus Reichert bemerkte in seiner Dissertation, dass die wichtigen Personen sich alle in Dreiergruppen einteilen lassen. Viele dieser Entsprechungen ergeben sich direkt aus den im Text angelegten Verwandlungen. So verwandelt sich Sylvie gleich am Anfang beim Erwachen des Erzählers in Lady Muriel, als er wieder einschläft, findet eine Verwandlung von Lady Muriel zu Tabikat, der Frau des Sub-Gouverneurs, statt. Andere Entsprechungen begründet Reichert mit einer Funktionsgleichheit, so ist der Gouverneur Sylvies Vater und entspricht damit dem Earl, dem Vater von Lady Muriel. Insgesamt führt Reichert folgende Entsprechungen auf:
| 1          | 2           | 3                 |
| ---------- | ----------- | ----------------- |
| Sylvie     | Lady Muriel | Tabikat           |
| Bruno      | Arthur      | Sub-Gouverneur    |
| Gouverneur | Earl        | Uggug             |
| Professor  | Mein Herr   | Anderer Professor |
| Nero       | Eric Lindon | Lordkanzler       |

Die Personen der ersten Gruppe gehören der Traumwelt an, treten jedoch auch in der realen Welt auf. Die Personen der zweiten Gruppe leben ausschließlich in der realen Welt, während die dritte Gruppe in der Traumwelt beheimatet ist. Die Personen aus der realen Welt werden durch ihre Entsprechungen in der ersten Gruppe idealisiert, durch die dritte Gruppe karikiert.
Nur der Erzähler lässt sich als einzige zentrale Figur nicht in drei Personen aufspalten.

### Verhältnis von Autor zu Figuren
Im Nachwort zu seiner Übersetzung zeigt Stündel mehrere Parallelen zwischen dem Autor und seinen Figuren auf: Auffallend ist zunächst die große Anzahl älterer Männer, die auftauchen: der Erzähler, der Earl, Mein Herr in der realen Welt und der Gouverneur und die beiden Professoren im Feenreich. Auch Carroll fühlte sich zu der Zeit, als er an diesem Werk arbeitete, als alter Mann, wie aus seinen Briefen hervorgeht.
Außerdem ist auffällig, dass viele Personen wie Carroll selbst sehr schüchtern sind. Dies trifft vor allem auf Arthur zu, der sich nicht traut, Lady Muriel seine Liebe zu gestehen. Der Erzähler hat in den meisten Gesprächen den geringsten Redeanteil, nur wenn er mit Lady Muriel alleine ist, ist er es, der das Gespräch mit seinen Ansichten dominiert. Selbst der häufig vorlaute Bruno zeigt sich an einigen Stellen sehr scheu.
Eine weitere Übereinstimmung findet sich in den Ansichten, die einzelne Figuren in den Gesprächen vertreten. Zwar distanziert sich Carroll im Vorwort zum zweiten Band ausdrücklich von den Äußerungen seiner Figuren, gibt aber wenige Seiten später zu, dass er Arthurs Ansicht über Gottesdienste zustimmt. Auch andere geäußerte Positionen finden sich in Carrolls Briefen wieder.
Als letzten Punkt nennt Stündel die Beziehung des Erzählers zu Lady Muriel. Wie er Arthur gegenüber zunächst bemerkt, liebt er sie ebenso wie dieser, nur im großen Altersunterschied sieht er einen Hinderungsgrund. Dies trifft gleichermaßen auf die Beziehung von Carroll zu Alice Liddell zu.
Stündel sieht in Bruno, Arthur und dem Erzähler Carroll selbst in verschiedenen Lebensstadien.

## Gedichte
Wie auch in Carrolls anderen Werken, nehmen Gedichte eine große Rolle ein. Zwei dieser Gedichte wurden später in der Gedichtsammlung Three Sunsets and Other Poems nachgedruckt, da Carroll sie einer größeren Leserschaft zugänglich machen wollte. Ursprünglich war auch The Hunting of the Snark als Bestandteil von Sylvie und Bruno geplant, doch mit zunehmender Länge entschloss sich Carroll schließlich, diese Nonsensballade als eigenständiges Werk zu veröffentlichen.

### Einleitende Gedichte
Den beiden Bänden ist jeweils ein einleitendes Gedicht vorangestellt. Wie Martin Gardner feststellt, ist das Gedicht des ersten Bandes sehr kunstvoll aufgebaut: Es handelt sich um ein Akrostichon, liest man den jeweils ersten Buchstaben eines jeden Verses, so ergibt sich der Name der Schauspielerin Isa Bowman, sie war eine Freundin Carrolls. Derselbe Name ergibt sich auch, wenn man die ersten drei Buchstaben einer jeden Strophe liest. Zugleich knüpft die erste Strophe an die letzte Strophe des abschließenden Gedichts aus Throung the Looking-Glass an, indem sie dessen Reimworte in umgekehrter Reihenfolge wiederholt. Auch das Gedicht im zweiten Band enthält einen Namen: Hier muss man den jeweils dritten Buchstaben lesen, um Enid Stevens zu erhalten.

### Lied des Gärtners

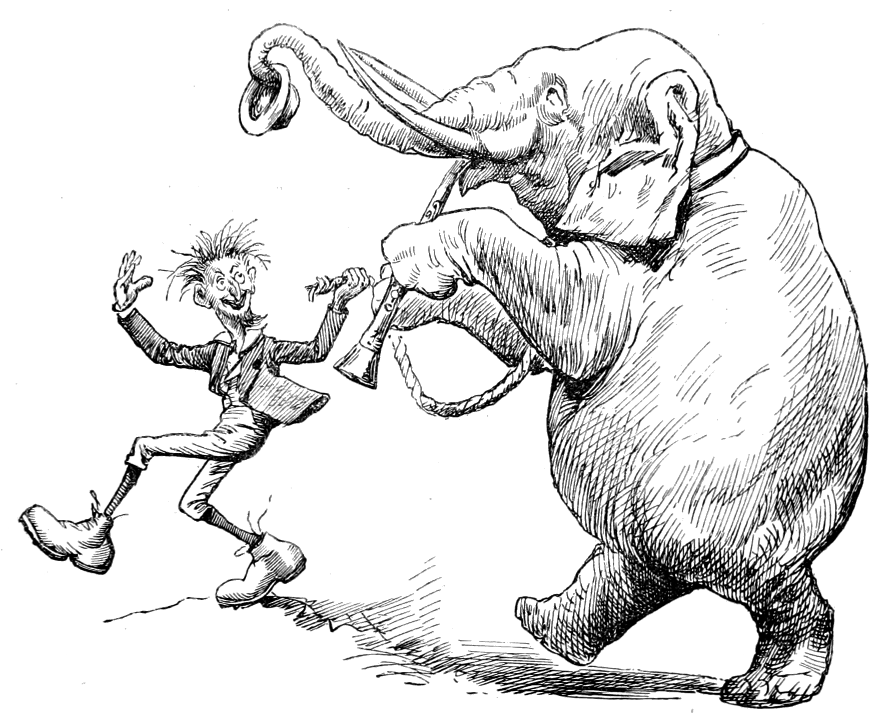
Der Gärtner mit einem Elefanten, der Flöte spielt.

Das Lied des Gärtners ist eines der bekanntesten Gedichte Carrolls und wurde häufig parodiert. Die neun Strophen ziehen sich über beide Bände hin, nachdem der Gärtner die letzte Strophe gesungen hat, beginnt er wieder mit der ersten. Die Strophen greifen dabei immer wieder die aktuelle Handlung auf. Carroll stellt dazu im Vorwort des ersten Bandes den Lesern als Rätsel die Aufgabe herauszufinden, in welchen Fällen er die Geschichte an das Gedicht angepasst hat, in welchen Fällen das Gedicht an den Inhalt, und in welchen Fällen sich die Übereinstimmung zufällig ergab. Die Auflösung verrät er im Vorwort des zweiten Bandes. Der Gärtner selbst streitet einen Zusammenhang ab, der Professor betont jedoch mehrfach, dass dem Gärtner dies alles wirklich passiert sei.
Die Strophen sind alle gleich aufgebaut: Sie beginnen mit zwei Zeilen, die beschreiben, was der Gärtner glaubte zu sehen: “He thought he saw a …” (deutsch: „Er dachte, er sähe ein …“) Dabei handelt es sich meistens um Tiere bei einer unnatürlichen Handlung, etwa ein Elefant, der Flöte spielt. Es folgen zwei Verse, in denen sich beim zweiten Blick herausstellt, dass es sich um etwas anderes handelt: “He looked again, and found it was a …” (deutsch: „Er schaute noch einmal hin und sah, dass es ein … war.“) Meist findet eine Verwandlung in irgendwelche Gegenstände statt, teils auch in abstrakte Dinge. Die Strophen enden mit zwei Versen, in denen der Gärtner eine Bemerkung dazu macht.
Es wechseln sich jeweils vier- und dreihebige jambische Verse ab, wobei sich die drei kürzeren Verse aufeinander reimen.

### Peter und Paul
Mit seinen 26 Strophen zu je 8 Versen nimmt das Gedicht Peter und Paul fast den gesamten Raum des gleichnamigen Kapitels ein. Der Andere Professor rezitiert es um Bruno den Unterschied der beiden Worte bequem (convenient) und unbequem (inconvenient) zu erläutern. Das Gedicht handelt vom armen Peter. Sein Freund Paul verspricht ihm 50 Pfund zu leihen, gibt ihm das Geld jedoch nicht. Trotzdem fordert er es pünktlich zum festgesetzten Zeitpunkt von Peter zurück. Dieser versinkt in Armut, während Paul sich brüstet, wie großzügig er doch ihm gegenüber sei. Schließlich bietet er Peter an, ihm nochmals 50 Pfund zu leihen, was dieser jedoch als unbequem empfindet.

### Lied der Liebe
Bei A Song of Love handelt es sich um eines der beiden Gedichte, die in Three Sunsets nachgedruckt wurden, der Titel stammt aus dieser Sammlung. Der Erzähler hört gemeinsam mit Lady Muriel, wie Sylvie und Bruno es singen. In seinen drei Strophen beschreibt es, was die Liebe alles bewirken kann. Die Strophen münden alle in den Refrain “For I think it is Love, for I feel it is Love, for I’m sure it is nothing but Love!” (deutsch: „Ich glaub’, es ist Liebe, ich spür’, es ist Liebe, ich weiß ganz gewiss, es ist Liebe!“). Lewis Carroll bezeichnete dieses Gedicht als sein schönstes.

### Geschichte vom Schwein und kleine Vögel
Die Geschichte vom Schwein wird vom Anderen Professor am Bankett vorgetragen, nachdem es bereits im ersten Band angekündigt wurde, in dem er auch schon die erste Strophe sang. Das Gedicht handelt von einem Schwein, das bei einer Pumpe sitzt und traurig ist, weil es nicht springen kann. Ein Kamel, das vorbeikommt, rät ihm jeden Tag eine lange Strecke zu laufen, damit es abnehme. Ein Frosch bietet ihm jedoch Unterricht im Springen an. Das Schwein versucht, es dem Frosch nachzumachen, verletzt sich jedoch schwer.
Eingerahmt werden die zwei Teile des Gedichts von einem weiteren Gedicht über kleine Vögel. Dessen zehn Strophen erzählen keine fortlaufende Handlung, sondern greifen einzelne Motive aus den beiden Bänden auf und variieren diese. Wie im ersten Band stellt Carroll im Vorwort des zweiten Bandes den Lesern als Rätsel die Frage, in welchen Fällen diese Übereinstimmungen Absicht waren und in welchen zufällig erfolgten. Die Auflösung versprach er für das Vorwort eines geplanten Buchs, doch verstarb er vor dessen Fertigstellung.

## Illustrationen

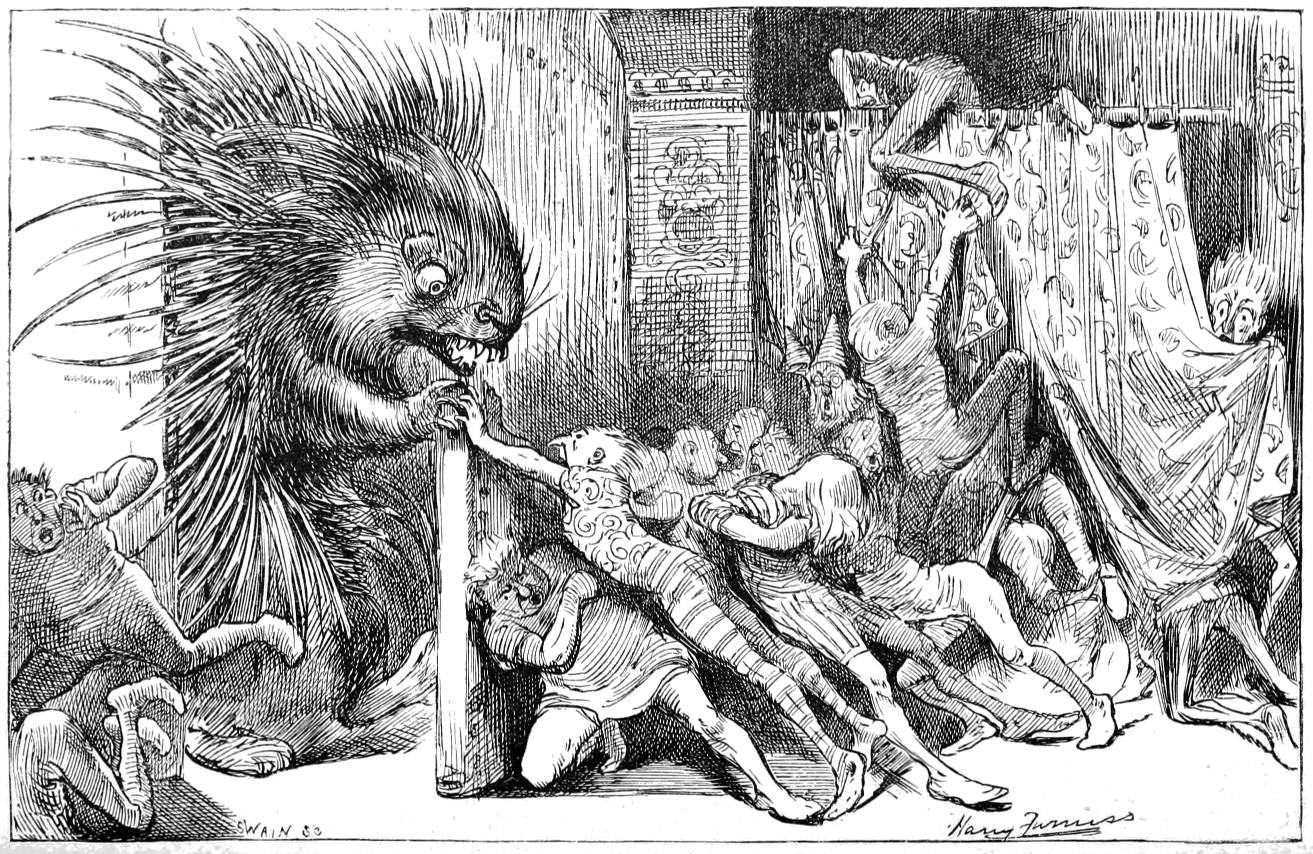
Uggug verwandelt sich in ein Stachelschwein.

Die 94 Illustrationen (einschließlich der beiden Frontispizes) stammen mit zwei Ausnahmen von Harry Furniss. Nur die zwei Zeichnungen der beiden Zaubermedaillons wurden von Alice Havers angefertigt. Die Illustrationen bebildern zum einen den Fortlauf der Handlung, zum anderen den Inhalt der längeren Gedichte. So gibt es vier Zeichnungen zu Peter und Paul (diese waren die ersten angefertigten Zeichnungen), ebenso vier zur Geschichte vom Schwein, dazu drei Randleisten zu den kleinen Vögeln, die Carroll im Vorwort als besonders gelungen hervorhebt. Bis die Zeichnungen allerdings die Figuren so zeigten, wie der Autor sie sich vorstellte, musste Furniss mehrere Versuche unternehmen. So schrieb Carroll in einem Brief vom 1. September 1887 an Furniss: “No! The Doctor won’t do at all! … Eric’s attitude is capital: but his face is a little too near to the ordinary “masher.” Please avoid that inane creature; and please don’t cut his hair short. That fashion will be “out” directly.” (deutsch: „Nein! Der Doktor geht ganz und gar nicht! … Erics Haltung ist großartig, aber sein Gesicht ist etwas zu nahe an dem eines gewöhnlichen „Weiberhelds“. Bitte vermeiden Sie dieses dümmliche Geschöpf; und bitte schneiden Sie seine Haare nicht kurz. Diese Mode wird sofort „out“ sein.“) Andererseits lobt er im selben Brief auch einige Illustrationen als gelungen: ““Uggug becoming Porcupine” … is exactly my conception of it. I expect this will be one of the most effective pictures in the book. … “The Professor” is altogether delightful. When you get the text, you will see that you have hit the very centre of the bull’s-eye.” (deutsch: „„Uggug verwandelt sich in ein Stachelschwein“ entspricht genau meiner Vorstellung. Ich erwarte, dass dies eines der wirksamsten Bilder des Buchs sein wird. „Der Professor“ ist ganz und gar bezaubernd. Wenn Sie den Text erhalten, werden Sie sehen, dass Sie genau ins Schwarze getroffen haben.“)

## Themen
Neben Nonsens, der vor allem in den Szenen mit Bruno vorhanden ist und der aus früheren Werken Carrolls bekannt ist, behandelt Sylvie und Bruno auch ernste Themen. Carroll schreibt dazu im Vorwort des ersten Bandes: “It is written […] in the hope of supplying, for the children whom I love, some thoughts that may suit those hours of innocent merriment which are the very life of Childhood; and also in the hope of suggesting, to them and to others, some thoughts that may prove, I would fain hope, not wholly out of harmony with the graver cadences of Life.” (deutsch: „Es wurde geschrieben in der Hoffnung, den Kindern, die ich liebe, einige Gedanken zu bieten, die zu jenen Stunden der unschuldigen Fröhlichkeit passen, die eben jenes Leben der Kindheit ausmachen; und auch in der Hoffnung, ihnen und anderen einige Überlegungen vorzuschlagen, die sich – wie ich gerne hoffe – nicht in völliger Disharmonie zu den ernsteren Kadenzen des Lebens stehen.“) Carroll behandelt eine Reihe von moralischen, philosophischen und theologischen Fragen, indem er seine Figuren Diskussionen darüber führen lässt. So diskutiert etwa Arthur mit dem Erzähler, was Wohltätigkeit ausmacht.
Auffallend ist auch die große Zahl von Zitaten aus der Literatur, vor allem der Bibel oder Werken von William Shakespeare, Alfred Tennyson und John Milton.
Carroll hat beiden Bänden ein Register angefügt, das dem Leser das leichte Auffinden der behandelten Themen ermöglicht. Auch die Gedichte sind in den Registern aufgeführt.

## Rezeption
Sylvie und Bruno konnte nicht an den Erfolg von Alice anknüpfen. Die Leser, die ein weiteres Buch in diesem Stil erwarteten, wurden enttäuscht. Wegen seiner Behandlung der Selbstsucht in der Religion wurde das Werk jedoch in Predigten verwendet.
Die Erstauflage war erst etwa 1940 vollständig verkauft. Anschließend war das Werk nur in den Gesamtausgaben erhältlich. Auch Übersetzungen in andere Sprachen blieben lange Zeit aus. Erst 1972 erschien eine Übersetzung ins Französische, die jedoch die meisten Wortspiele und die Gedichte unübersetzt ließ. Eine deutsche Übersetzung des ersten Bandes erfolgte erst 1980 durch Michael Walter, der zweite Band blieb jedoch zunächst unübersetzt. Erst Dieter H. Stündel legte 1986 eine vollständige Übersetzung beider Bände vor. 2006 schließlich erschien eine überarbeitete Übersetzung von Walter zusammen mit Sabine Hübner, die nun auch den zweiten Band enthielt.
Arno Schmidt bezeichnete in seinem Essay Sylvie & Bruno das Werk als Carrolls „wichtigstes (& ergo scheinbar, d. h. ‹im Anfang›, kompliziertestes) Stück“ und sieht in Carroll den „Vater der modernen Literatur“. Gleichzeitig kritisiert er aber auch, dass „man merkt, daß er eben nicht die Zeit gehabt hat, sich hauptberuflich mit Literatur zu befassen.“ Wirklichkeit und Traumwelt sind ihm nicht ausgeglichen genug, die Übergänge zu gezwungen, es fehle eine „gegenseitige Befruchtung“. Andererseits lobt er: „Meisterhaft dagegen scheint schon die all-emsige, superfleißige Vermörtelung beider Hemisfären.“ Zudem machte er den Vorschlag, das Buch in mehrere Spalten zu setzen, um die Wechsel zwischen den verschiedenen Ebenen aufzuzeigen. Diesem Vorschlag folgte später Walter mit seiner Übersetzung.
In Kindlers Neuem Literatur Lexikon bescheinigt Horst Meller dem Werk „eine Reihe amüsanter Bravourpassagen“, findet jedoch, dass es „vor allem an der Überbürdung mit ernsthaft gemeinten und bis in langatmigen Sentimentalismus ausufernden Erbaulichkeits-Einschüben [leidet].“ Florian Balke dagegen bezeichnet in seiner Rezension in der Frankfurter Allgemeinen Zeitung Sylvie und Bruno als „unbekanntes Meisterwerk“ und „modernes Kunstwerk“ und kommt zum Schluss, das Buch habe „die Aufmerksamkeit aller Leser verdient, die nichts gegen Verschrobenheit haben und wieder einmal herzlich lachen wollen“.